# Dolfijnkuip

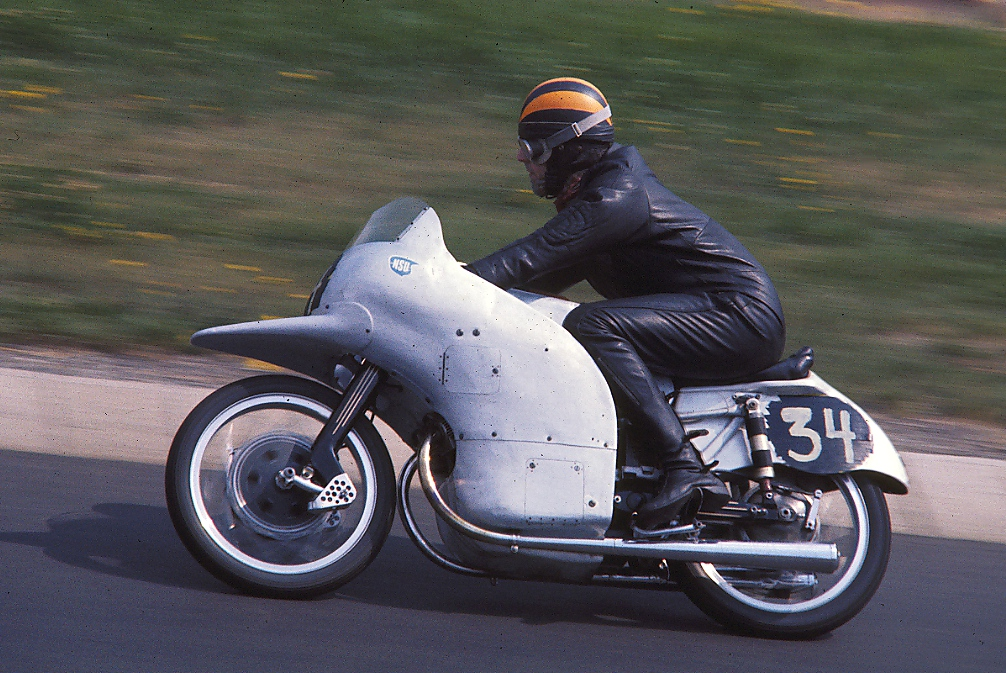
De "oerdolfijn": NSU Rennmax uit 1953, met het kenmerkende voorspatbord.

Een dolfijnkuip is een stroomlijnkuip voor motorfietsen die het voorwiel vrij laat.
De eerste keer dat deze stroomlijn werd gebruikt was door NSU in 1953. Omdat de stroomlijn een soort snuit had die als voorspatbord dienstdeed, ontstond de naam "delphin". Vanaf 1958 wordt het type veelvuldig gebruikt op racemotoren en ook vandaag de dag is de dolfijnkuip gemeengoed. Het gebruik van dolfijnkuipen kreeg een grote impuls, doordat het een lichter alternatief was voor de druppelstroomlijn: deze laatste bleek vaak te zwaar en beïnvloedde de handelbaarheid van motorfietsen op bochtige circuits, en werd om die reden in 1958 door de FIM verboden.

## Afbeeldingen

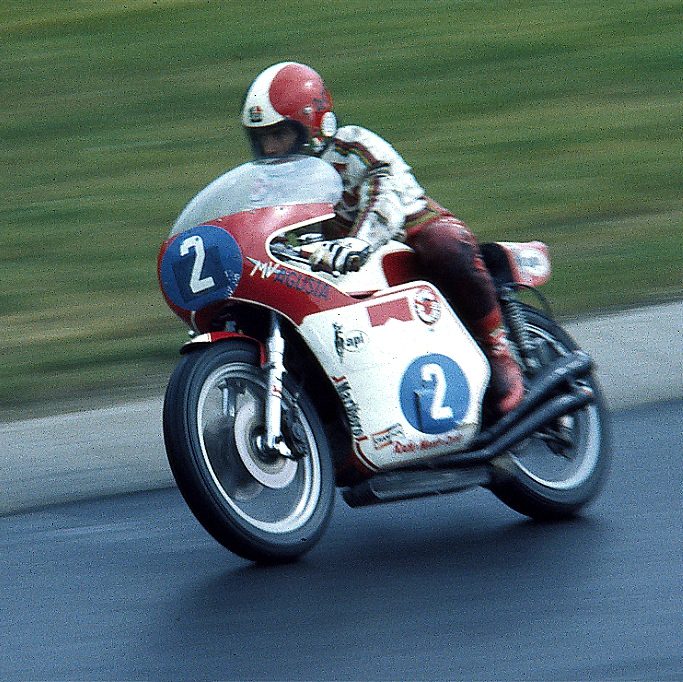
Dolfijnstroomlijn op de MV Agusta 350cc-racer van Giacomo Agostini in 1976.
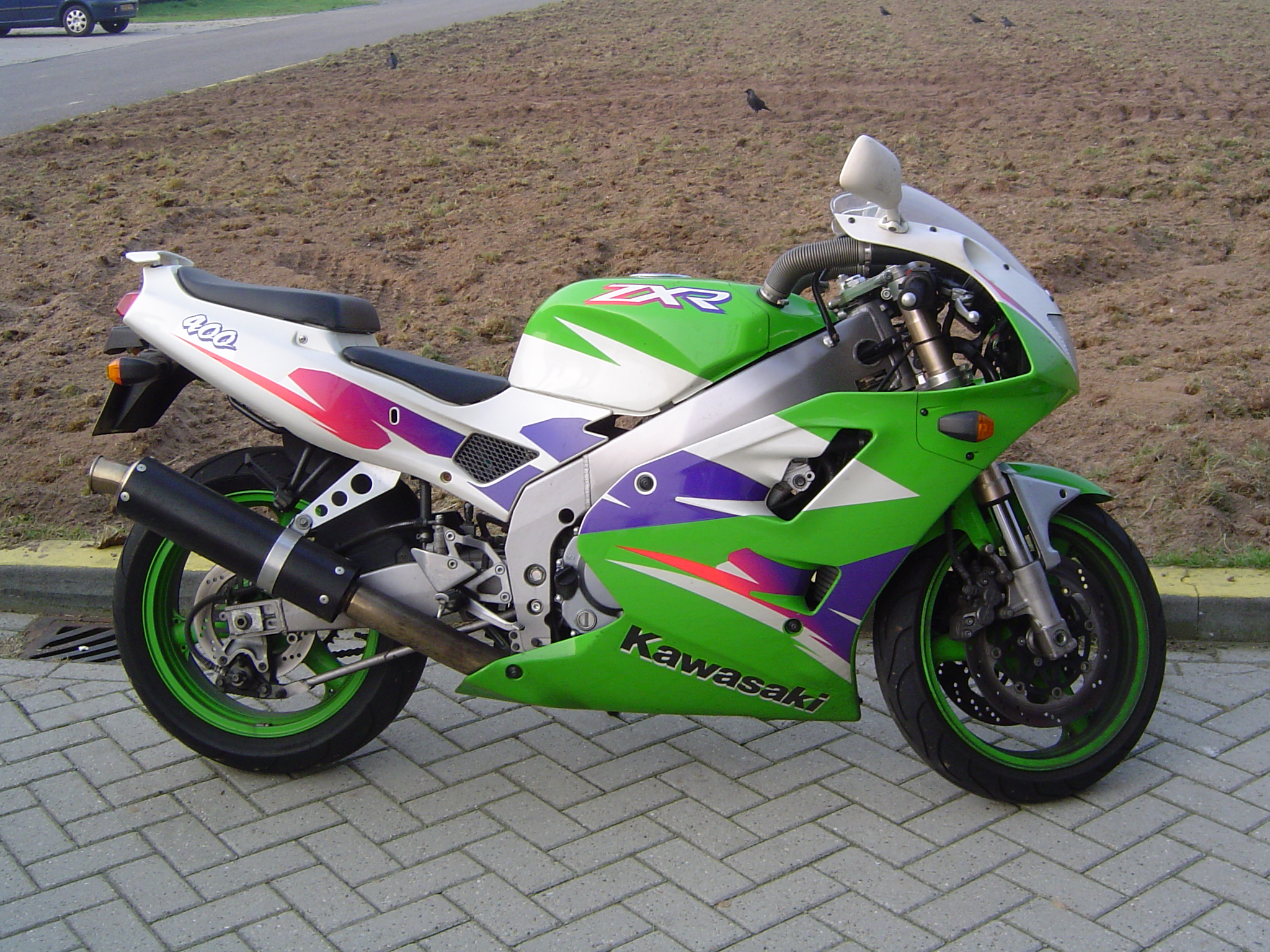
De dolfijnstroomlijn in 1999 op een Kawasaki ZXR 400.
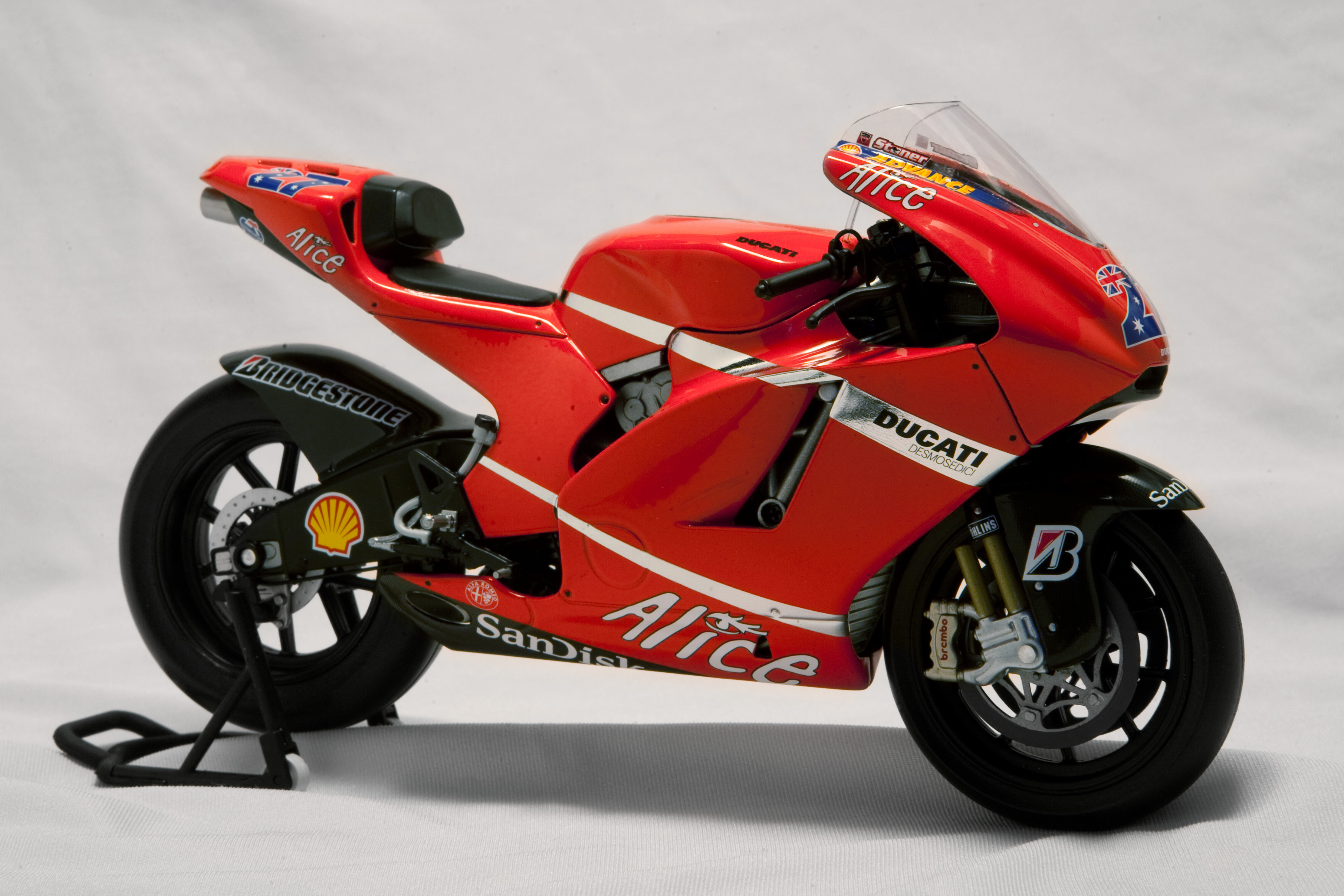
De dolfijnstroomlijn in 2009 op een Ducati Desmosedici MotoGP racer.